# جگر وز

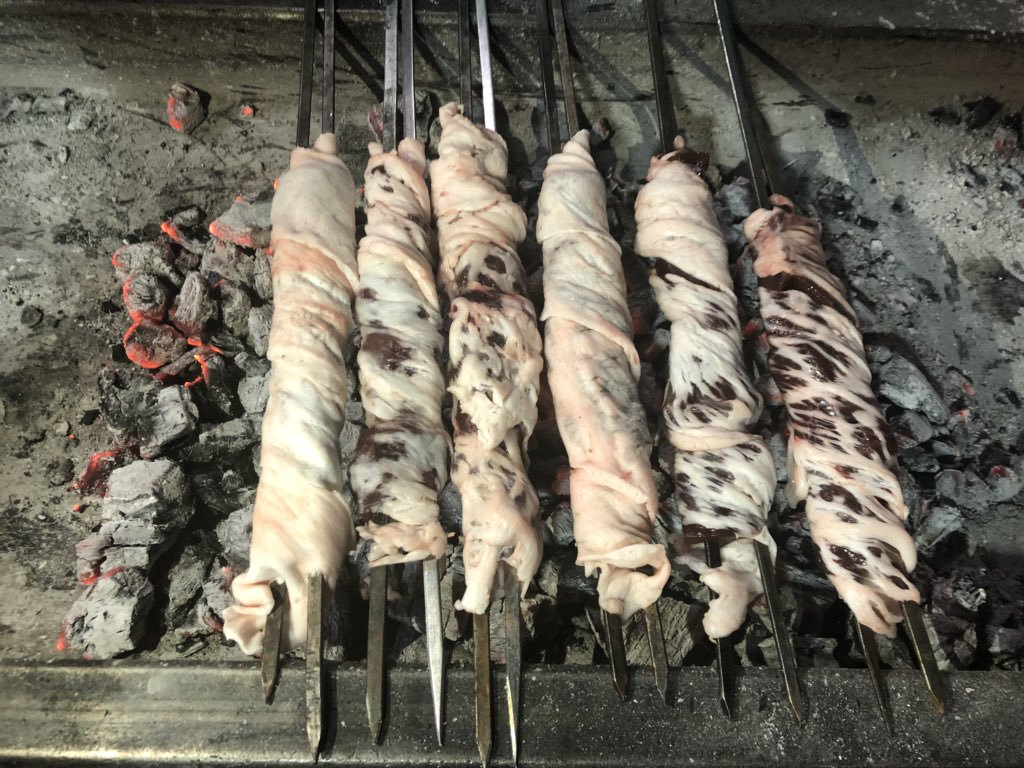
جگر وز خام

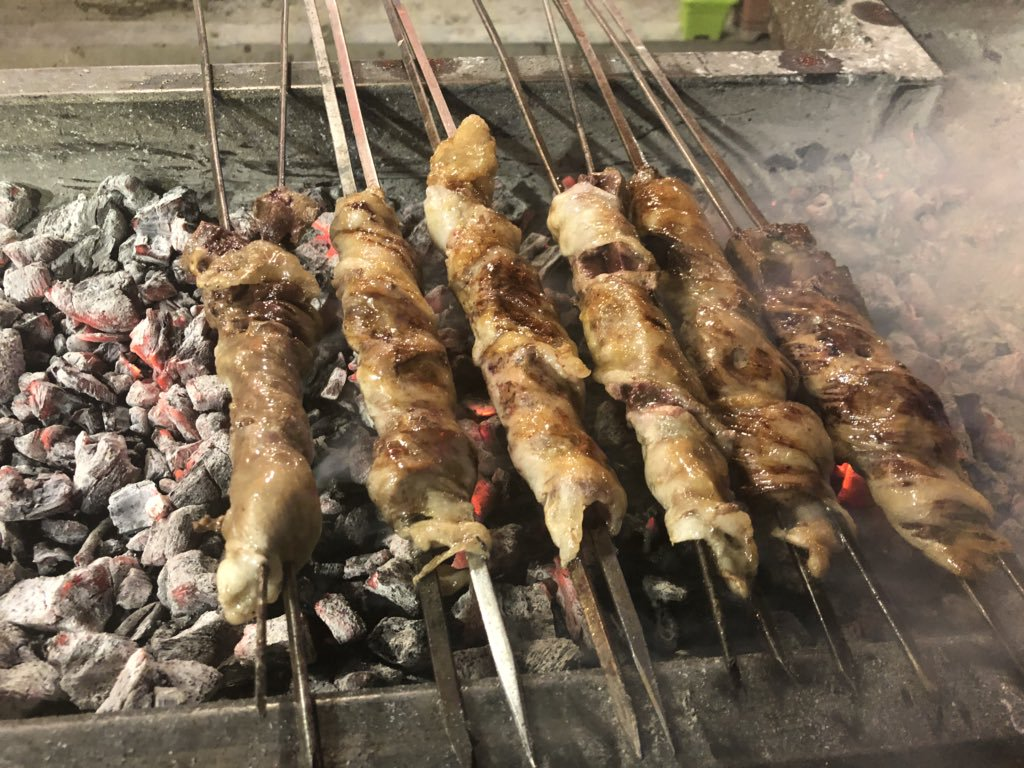
جگر وز کباب‌شده بر روی زغال

جگر وَز یا جگر پرده‌پیچ (به لری: جیه‌روه‌ز، به لکی و کردی جنوبی: جه‌رگ وه‌ز، به کردی هورامی: جه‌رگ و به‌ز) نوعی روش کباب کردن جگر است که در آن سیخ‌های جگر در درون یک پردهٔ چربی قرار داده می‌شوند. این کباب در کنار دنده کباب از کباب‌های محبوب در شهر‌های کرمانشاه، ایلام و خرم‌آباد است، این کباب در استان‌های لرستان، کرمانشاه، ایلام و کردستان و همچنین در مناطق کردنشین عراق رواج دارد. گفته می‌شود که غذایی مشابه نیز در آفریقای جنوبی وجود دارد. این غذا توسط سازمان میراث فرهنگی، صنایع دستی و گردشگری در فهرست آثار ناملموس استان لرستان ثبت شده‌است.

## طرز تهیه
کباب جگر وَز با گوشت جگر گاو یا گوسفند تهیه می‌شود. برای تهیهٔ آن جگر را در داخل لایه‌ای نازک از بافت چربی (پیه) که از پردهٔ دیافراگم حیوان تهیه می‌شود قرار داده و چربی را همچون پرده‌ای به دور آن می‌پیچند. جگر وَز می‌تواند با دو یا تنها یک سیخ جگر تهیه شود. در فرایند کباب شدن چربی اندکی برشته شده و جگر در داخل آن کباب می‌شود و چربی به داخل گوشت جگر سرایت می‌کند. می‌توان هر قطعه جگر را جداگانه پرده‌پیچ کرد یا اینکه کل سیخ یا سیخ‌ها را در یک قطعه پردهٔ بزرگ‌تر پیچید.

## در ادبیات
در ادبیات کلاسیک کردی از کباب جگر وَز بارها به عنوان خوراکی خوشمزه یاد شده‌است. در گویش کردی هورامی (گورانی) که چندین قرن زبان نوشتاری کردها بوده به این خوراک «جه‌رگ و به‌ز» گفته می‌شود.
میرزا عبدالقادر پاوه‌ای شاعر کرد در بیتی می‌گوید خوردن کباب «جرگ و به‌ز» به همراه یاران هم‌دل در کوه‌ها و درون غارها، کاری خوش و لذت‌بخش است:
| «جه‌رگ و به‌ز» نه پای مۆغاران وه‌شه‌ن |  | چه‌م و خه‌م چه‌نی خۆماران وه‌شه‌ن |

همچنین میرزا محمود دوریسانی شاعر کرد هنگام دیدن چند رأس آهو ضمن آرزوی حضور شکارچیان به این کباب اشاره کرده و می‌گوید:
| واتم جه کۆ بان ئالمانی وه ده‌س  |  | باش میرشکاران سه‌یادان مه‌س             |
| چهٔ ره‌م ئاهوو چه‌ند سه‌ر شکار که‌ن |  | «جه‌رگ و به‌ز» نه پاێ ئه‌و وه‌ر مۆغار به‌ن |

## ثبت در فهرست میراث فرهنگی ناملموس
جگر وَز در اسفند ۱۳۹۷ توسط سازمان میراث فرهنگی، صنایع دستی و گردشگری در فهرست آثار ناملموس استان لرستان ثبت شده‌است. همچنین ادارهٔ میراث فرهنگی، صنایع دستی و گردشگری ایلام نیز پروندهٔ این غذا را برای ثبت به سازمان مرکزی ارسال کرده‌است.